# Salebabu
Salebabu (Salibabo, Salibabu, Pulau Salebabu) ist eine Insel der indonesischen Talaudinseln.

## Geographie

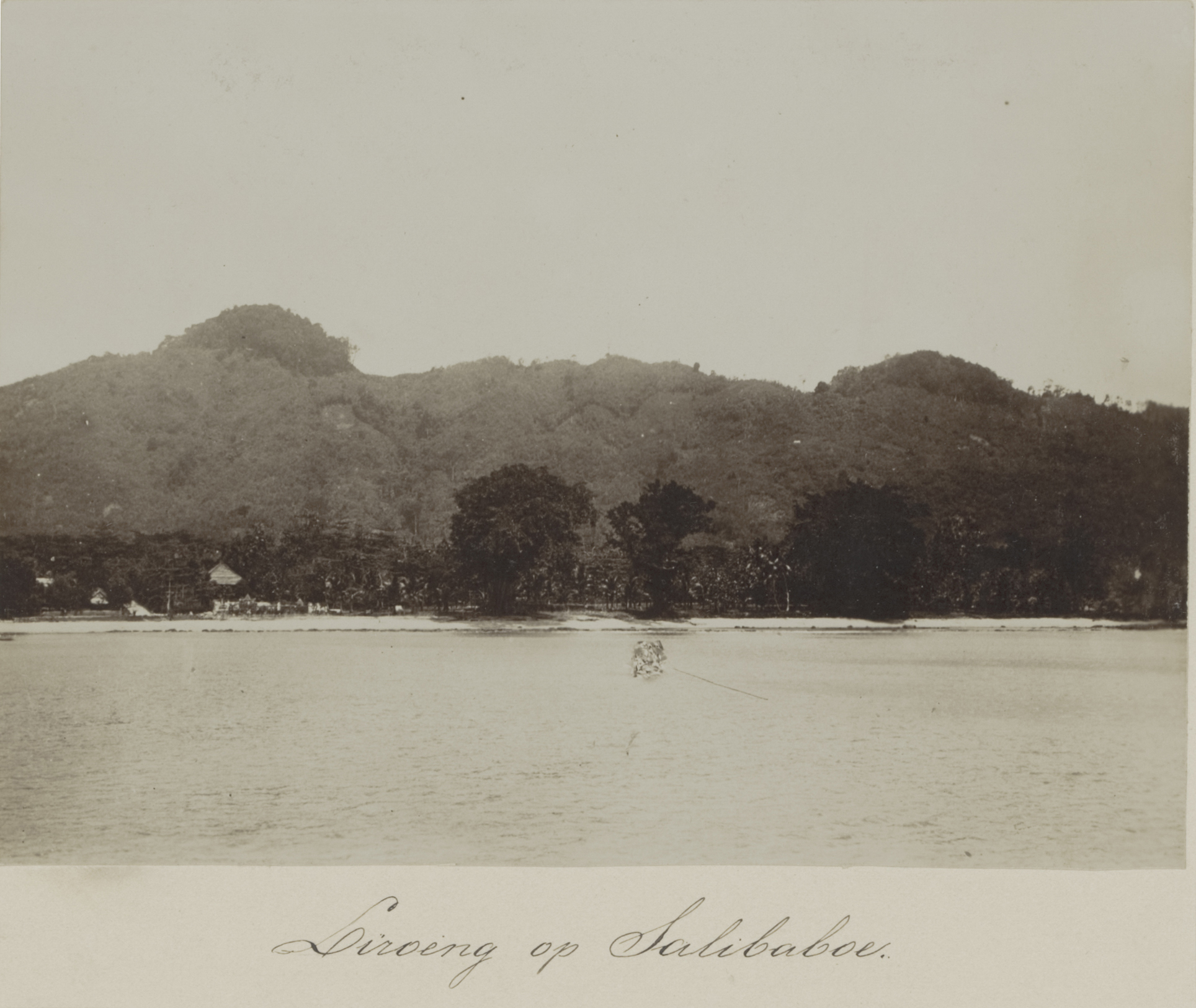
Das Dorf Lirung (1899/1900)

Die Talaudinseln liegen nordöstlich von Sulawesi und bilden den Regierungsbezirk Talaud der Provinz Nordsulawesi (indonesisch Sulawesi Utara). Zwischen den Talaudinseln und Sulawesi liegen die Sangihe-Inseln. Salebabu liegt südwestlich der Hauptinsel Karakelong und nordwestlich vom kleineren Kaburuang.
Hauptort von Salebabu ist Lirung an der Nordküste. Weitere Ortschaften sind unter anderem südlich Moronge, Dalum und Bitunuris und im Norden Kalongan.